# Saint-Jean-de-Moirans
Saint-Jean-de-Moirans és un municipi francès situat al departament de la Isèra i a la regió d'Alvèrnia-Roine-Alps. L'any 2007 tenia 2.954 habitants.

## Demografia

### Població
El 2007 la població de fet de Saint-Jean-de-Moirans era de 2.954 persones. Hi havia 1.112 famílies de les quals 252 eren unipersonals (124 homes vivint sols i 128 dones vivint soles), 348 parelles sense fills, 440 parelles amb fills i 72 famílies monoparentals amb fills.
La població ha evolucionat segons el següent gràfic:
Habitants censats

### Habitatges
El 2007 hi havia 1.182 habitatges, 1.118 eren l'habitatge principal de la família, 19 eren segones residències i 45 estaven desocupats. 859 eren cases i 287 eren apartaments. Dels 1.118 habitatges principals, 680 estaven ocupats pels seus propietaris, 425 estaven llogats i ocupats pels llogaters i 13 estaven cedits a títol gratuït; 55 tenien una cambra, 55 en tenien dues, 159 en tenien tres, 276 en tenien quatre i 573 en tenien cinc o més. 847 habitatges disposaven pel capbaix d'una plaça de pàrquing. A 452 habitatges hi havia un automòbil i a 584 n'hi havia dos o més.

### Piràmide de població
La piràmide de població per edats i sexe el 2009 era:
| Homes | Edats   | Dones |
| ----- | ------- | ----- |
| 0     | 95 o +  | 0     |
| 0     | 90 a 94 | 4     |
| 4     | 85 a 89 | 12    |
| 16    | 80 a 84 | 12    |
| 28    | 75 a 79 | 52    |
| 40    | 70 a 74 | 16    |
| 36    | 65 a 69 | 44    |
| 68    | 60 a 64 | 40    |
| 72    | 55 a 59 | 80    |
| 104   | 50 a 54 | 72    |
| 80    | 45 a 49 | 104   |
| 108   | 40 a 44 | 100   |
| 116   | 35 a 39 | 128   |
| 124   | 30 a 34 | 116   |
| 68    | 25 a 29 | 108   |
| 36    | 20 a 24 | 60    |
| 88    | 15 a 19 | 88    |
| 124   | 10 a 14 | 124   |
| 112   | 5 a 9   | 132   |
| 100   | 0 a 4   | 60    |

## Economia
El 2007 la població en edat de treballar era de 1.995 persones, 1.435 eren actives i 560 eren inactives. De les 1.435 persones actives 1.336 estaven ocupades (711 homes i 625 dones) i 99 estaven aturades (35 homes i 64 dones). De les 560 persones inactives 178 estaven jubilades, 219 estaven estudiant i 163 estaven classificades com a «altres inactius».

### Ingressos
El 2009 a Saint-Jean-de-Moirans hi havia 1.135 unitats fiscals que integraven 3.077 persones, la mediana anual d'ingressos fiscals per persona era de 20.298 €.

### Activitats econòmiques
Dels 99 establiments que hi havia el 2007, 1 era d'una empresa alimentària, 11 d'empreses de fabricació d'altres productes industrials, 20 d'empreses de construcció, 22 d'empreses de comerç i reparació d'automòbils, 5 d'empreses de transport, 4 d'empreses d'hostatgeria i restauració, 3 d'empreses d'informació i comunicació, 4 d'empreses financeres, 3 d'empreses immobiliàries, 9 d'empreses de serveis, 14 d'entitats de l'administració pública i 3 d'empreses classificades com a «altres activitats de serveis».
Dels 27 establiments de servei als particulars que hi havia el 2009, 1 era una oficina de correu, 1 taller de reparació d'automòbils i de material agrícola, 1 taller d'inspecció tècnica de vehicles, 3 paletes, 2 guixaires pintors, 5 fusteries, 1 lampisteria, 4 electricistes, 3 empreses de construcció, 2 perruqueries, 3 restaurants i 1 saló de bellesa.
Dels 4 establiments comercials que hi havia el 2009, 1 era un supermercat, 1 una gran superfície de material de bricolatge, 1 una botiga de menys de 120 m² i 1 una fleca.
L'any 2000 a Saint-Jean-de-Moirans hi havia 36 explotacions agrícoles que ocupaven un total de 377 hectàrees.

## Equipaments sanitaris i escolars
L'únic equipament sanitari que hi havia el 2009 era una farmàcia.
El 2009 hi havia 2 escoles elementals. Saint-Jean-de-Moirans disposava d'un col·legi d'educació secundària amb 271 alumnes.

## Poblacions més properes
El següent diagrama mostra les poblacions més properes.